# Blödit
Blödit ist ein eher selten vorkommendes Mineral aus der Mineralklasse der „Sulfate (einschließlich Selenate, Tellurate, Chromate, Molybdate und Wolframate)“ mit der chemischen Zusammensetzung Na2Mg[SO4]2·4H2O und damit chemisch gesehen ein wasserhaltiges Natrium-Magnesium-Sulfat.
Blödit kristallisiert im monoklinen Kristallsystem und entwickelt meist kurze, prismatische Kristalle mit einem glasähnlichen Glanz auf den Oberflächen, kommt aber auch in Form körniger bis massiger Mineral-Aggregate vor. In reiner Form ist er farblos und durchsichtig. Durch vielfache Lichtbrechung aufgrund von Gitterfehlern oder polykristalliner Ausbildung kann er aber auch durchscheinend weiß sein und durch Fremdbeimengungen eine dunkelgraue, bläulichgrüne oder rötliche Farbe annehmen.

## Etymologie und Geschichte
Erstmals entdeckt und beschrieben wurde Blödit 1821 im Bad Ischler Salzberg im oberösterreichischen Salzkammergut von Johann Friedrich John (1782–1847), der das Mineral nach dem deutschen Chemiker Karl August Blöde (1773–1820) benannte.
1869 beschrieb der österreichische Mineraloge Gustav Tschermak (1836–1927) ein neu entdecktes Mineral und gab ihm zu Ehren des österreichischen Naturwissenschaftlers Friedrich Simony den Namen Simonyit. Bei späteren Untersuchungen stellte sich allerdings heraus, dass das neue Mineral identisch mit dem bereits bekannten Blödit war, so dass die Bezeichnung Simonyit diskreditiert wurde und jetzt als Synonym für den Blödit gilt.
Die Bezeichnung Astrakanit (auch Astrachanit) prägte Gustav Rose 1837 für die weißen, undurchsichtigen und prismatischen Kristalle, die er im selben Jahr an der Wolgamündung nahe der Stadt Astrachan in Russland fand. Diese stellten sich allerdings später ebenfalls als Blöditkristalle heraus.
Blödit war bereits lange vor der Gründung der International Mineralogical Association (IMA) bekannt und als eigenständige Mineralart anerkannt. Damit hätte Blödit theoretisch den Status eines grandfathered Mineral. In der 1982 erfolgten Publikation der IMA: Commission on new minerals and mineral names wurde die Schreibweise „Blödit“ als die korrekte bestätigt und die Schreibweisen Bloedit(e) und Astrakhanit(e) als Synonyme gesetzt. Da dies automatisch eine nachträgliche Ankerkennung für den Blödit bedeutete, wird das Mineral seitdem in der „Liste der Minerale und Mineralnamen“ der IMA unter der Summenanerkennung „IMA 1982 s.p.“ (special procedure) geführt. Die ebenfalls von der IMA/CNMNC anerkannte Kurzbezeichnung (auch Mineral-Symbol) von Blödit lautet „Blö“.

## Klassifikation
In der veralteten 8. Auflage der Mineralsystematik nach Strunz gehörte der Blödit zur Mineralklasse der „Sulfate, Chromate, Molybdate und Wolframate (einschließlich einiger Selenate und Tellurate)“ und dort zur Abteilung der „Wasserhaltigen Sulfate ohne fremde Anionen“, wo er als einziges Mitglied die „Astrakanit-Reihe“ mit der System-Nr. VI/C.11 bildete.
Im zuletzt 2018 überarbeiteten und aktualisierten Lapis-Mineralienverzeichnis nach Stefan Weiß, das sich aus Rücksicht auf private Sammler und institutionelle Sammlungen noch nach dieser alten Form der Systematik von Karl Hugo Strunz richtet, erhielt das Mineral die System- und Mineral-Nr. VI/C.18-010. In der „Lapis-Systematik“ entspricht dies ebenfalls der Abteilung „Wasserhaltige Sulfate, ohne fremde Anionen“, wo Blödit zusammen mit Changoit, Cobaltoblödit, Konyait, Leonit, Manganoblödit, Mereiterit und Nickelblödit die unbenannte Gruppe VI/C.18 bildet.
Auch die von der International Mineralogical Association (IMA) zuletzt 2009 aktualisierte 9. Auflage der Strunz’schen Mineralsystematik ordnet den Blödit in die Abteilung der „Sulfate (Selenate usw.) ohne zusätzliche Anionen, mit H2O“ ein. Diese ist allerdings weiter unterteilt nach der relativen Größe der beteiligten Kationen, so dass das Mineral entsprechend seiner Zusammensetzung in der Unterabteilung „Mit mittelgroßen und großen Kationen“ zu finden ist, wo es als Namensgeber zusammen mit Changoit und Nickelblödit die „Blöditgruppe“ mit der System-Nr. 7.CC.50 bildet.
Die vorwiegend im englischen Sprachraum gebräuchliche Systematik der Minerale nach Dana ordnet den Blödit in die Klasse der „Sulfate, Chromate und Molybdate (einschließlich Selenate, Tellurate, Selenite,Tellurite und Sulfite)“ und dort in die Abteilung der „Wasserhaltige Säuren und Sulfate“ ein. Hier ist er zusammen mit Changoit, Leonit, Mereiterit und Nickelblödit in der „Blöditgruppe“ mit der System-Nr. 29.03.03 innerhalb der Unterabteilung „Wasserhaltige Säuren und Sulfate mit (A+)2B(XO4)2 × x(H2O)“ zu finden.

## Kristallstruktur
Blödit kristallisiert monoklin in der Raumgruppe P21/a (Raumgruppen-Nr. 14, Stellung 3) mit den Gitterparametern a =  11.126 Å; b = 8.242 Å; c = 5.539 Å; β = 100.84° und α = γ = 90° sowie 2 Formeleinheiten pro Elementarzelle.
Die Kristallstruktur von Blödit besteht aus Mg(H2O)4O2-Oktaedern, die über gemeinsam genutzte Sauerstoffionen mit je zwei SO4-Tetraedern verbunden sind und inselartige [Mg(H2O)4(SO4)2]2−-Gruppen bilden. Diese sind über Na(H2O)2O4-Polyeder und Wasserstoffbrücken zu einem Netzwerk verknüpft.
| Kristallstruktur von Blödit |
| --- |
| - mit Blickrichtung parallel zur a-Achse - mit Blickrichtung parallel zur b-Achse - mit Blickrichtung senkrecht zur Ebene ab - räumliche Darstellung in der kristallographischen Standardausrichtung - größerer Ausschnitt der Kristallstruktur als Polyedermodell mit freier Achsenstellung |
| Farblegende: 0 _ Mg 0 _ Na 0 _ S 0 _ O 0 _ H |

## Eigenschaften
Blöditkristalle müssen unter Verschluss gehalten werden, da sie (ähnlich wie bei Chalkanthit) an der Luft mit der Zeit durch Wasserentzug verwittern und eine weiße Kruste bilden. Weiterhin ist das Material leicht wasserlöslich.

## Bildung und Fundorte

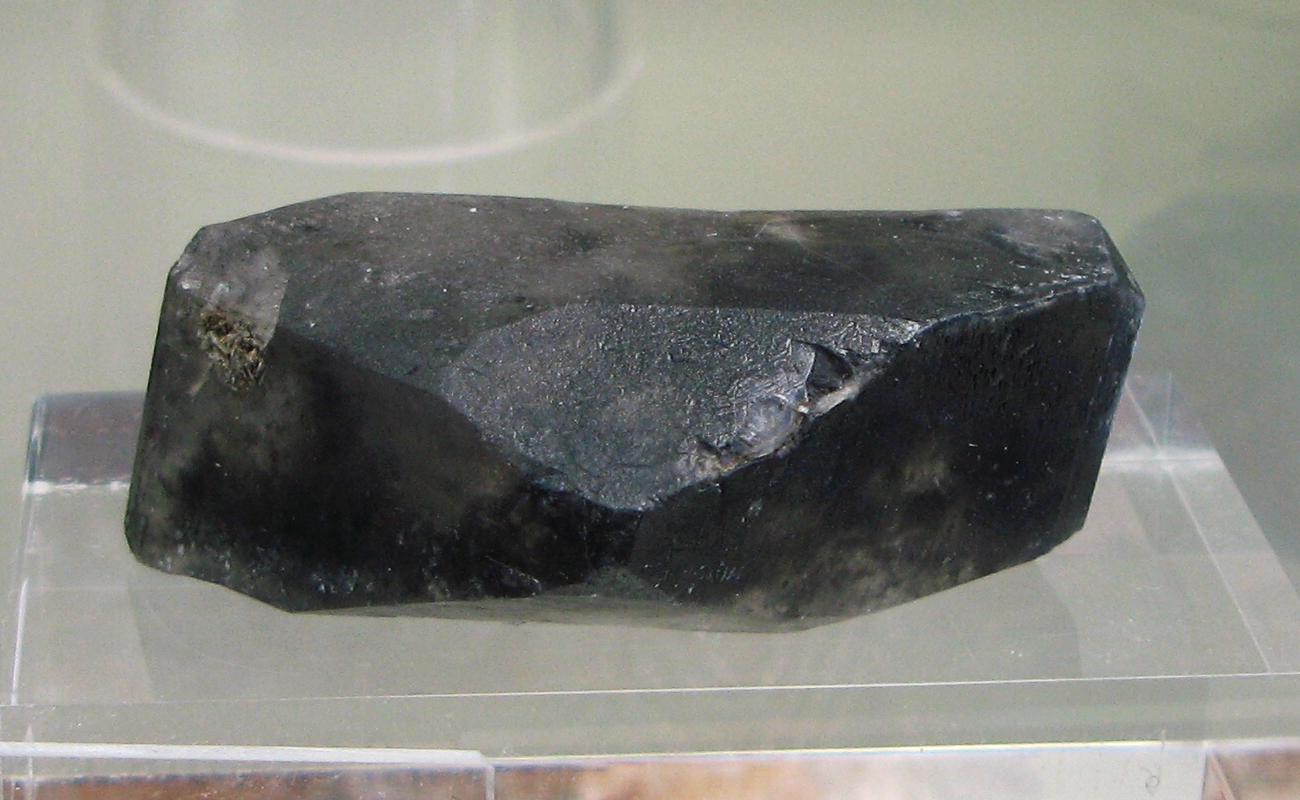
Blöditkristall aus dem San Luis Obispo County, Kalifornien – Ausgestellt im Mineralogischen Museum Bonn

Blödit bildet sich durch chemische Sedimentation in Salzgewässern, das heißt durch verdunstungsbedingte Ausfällung der Blödit bildenden Molekülgruppen. Als Begleitminerale treten unter anderem Carnallit, Halit, Kainit, Mirabilit, Polyhalit und Thénardit auf.
Als relativ seltene Mineralbildung kann Blödit an verschiedenen Orten zum Teil zwar reichlich vorhandenen sein, insgesamt ist er aber wenig verbreitet. Weltweis sind bisher rund 150 Fundorte dokumentiert (Stand 2023). Neben seiner Typlokalität Bad Ischler Salzberg trat das Mineral in Österreich noch in der Gemeinde Abtenau (Webing), im Gipswerk Moldan bei Grubach und der Steinsalzlagerstätte Dürrnberg in Salzburg sowie in den Salzbergwerken bei Hall in Tirol und Hallstatt in Oberösterreich auf.
In Deutschland konnte Blödit unter anderem bei Giesel, Neuhof, Heringen und Philippsthal in Hessen; der Grube „Julia“ bei Herne in Nordrhein-Westfalen; bei Tarthun und Westeregeln in Sachsen-Anhalt; im Bergbaubetrieb „Willi Agatz“ der SDAG Wismut bei Dresden in Sachsen und bei Merkers in Thüringen gefunden werden.
Weitere Fundorte liegen unter anderem in der Antarktis, in Australien, Chile, China, Kanada, Frankreich, Island, Ungarn, Italien, Mexiko, Namibia, Pakistan, Polen, Russland, der Türkei, in Turkmenistan, der Ukraine, Usbekistan sowie in mehreren Bundesstaaten der USA.